# あい交通
有限会社あい交通（あいこうつう）は、宮崎県児湯郡都農町に本社を置くタクシー事業者である。公益社団法人日本バス協会の会員にはなっていない。

## 本店・営業所
- 都農本社

宮崎県児湯郡都農町大字川北南新町4798番2号
- 川南営業所

宮崎県児湯郡川南町大字川南13578番